# Джонсон, Виктор
Виктор Луис Джонсон (англ. Victor Louis Johnson; 10 мая 1883, Астон Манор — 23 июня 1951, Саттон Колдфилд) — британский велогонщик, чемпион летних Олимпийских игр 1908.
На Играх 1908 в Лондоне Мартенс соревновался в двух дисциплинах. Он стал чемпионом в гонке на 660 ярдов и дошёл до финала спринта, однако гонка была отменена из-за превышения лимита времени.